# Tephrosia praecana
Tephrosia praecana är en ärtväxtart som beskrevs av Richard Kenneth Brummitt. Tephrosia praecana ingår i släktet Tephrosia och familjen ärtväxter. Inga underarter finns listade i Catalogue of Life.